# 発癌性
発癌性（はつがんせい、発がん性）は、正常な細胞を癌（悪性腫瘍）に変化させる性質。発癌性物質（はつがんせいぶっしつ、発がん性物質）とは、発癌性を示す化学物質のことである。いずれについても本稿で扱う。
癌は、がん抑制遺伝子の変異の蓄積や、環境因子などの複合的な要因によって発生すると考えられている。したがって、たとえば「水疱瘡はVZウイルス (Varicella-zoster virus) の感染で起こる」といった原因と結果を単純に結び付けることは、癌の場合においては困難である。ある物質の発癌性の評価については、種々の因子を比較して癌になる危険率（リスク）の違いを示せるだけである。

## 発癌の機構
19世紀において、発癌の機構はデンマークのフィビガーの提唱する寄生虫発癌説とドイツの病理学者ウィルヒョウの提唱する癌刺激説が対立していたが、1915年に日本の病理学者である山極勝三郎と市川厚一が、ウサギを用いた実験において、コールタールを刺激物として実験的に癌を発生させることに成功した。
その後、発癌に関する研究が進むと、化学発癌は正常細胞が潜在的腫瘍細胞に変化する不可逆的な段階である「イニシエーション」と、潜在的腫瘍細胞がクローナルに増殖し、最終的には悪性化する可逆的な段階である「プロモーション」の複数の段階からなるという、『化学発癌二段階仮説』が提唱された。発癌イニシエーション、プロモーション作用を持つ化学物質を、それぞれ「発癌イニシエーター」、「発癌プロモーター」と呼ぶ。発癌プロモーターは単独では発癌性を示さず、イニシエーターの作用を促進させる働きをする。
それまでに、化学物質だけでなく、放射線やウイルス感染が発癌に関与することが明らかとなっており、発癌イニシエーターが直接遺伝子に損傷を与えることは実験的にも明らかとなったが、「赤発」などの病理的関係はわかるものの、発癌プロモーションの機構についての解明は進まなかった。
1980年代以降の分子生物学の急速な進展により、プロモーター作用とされていたものが複雑な細胞内シグナル伝達と遺伝子発現制御機構であることが明らかとなった。現在では、発癌には複数の遺伝子の順次変化が必要であるとする多段階発癌説が提唱されている。
したがって、実際の発癌は、発癌性物質が遺伝子の実体であるDNAを損傷することに起因するが、多数存在するいわゆる、癌遺伝子と癌抑制遺伝子はそれ自身の発現や遺伝子翻訳産物を介して発癌に関係している。また、細胞内でのDNA修復や細胞免疫による微視レベル癌の排除などの複雑なプロセスが存在するため、何か1つの要素をもって発癌性への量的関与を計測することは事実上不可能である。
また、慢性肝炎からの癌化や、DNA損傷に起因しない発癌機構をもち、いずれも長期間にわたる炎症反応が癌化を誘導するとされている。
アスベスト吸入やたばこの喫煙による肺癌の発病などは、これらに含まれる微細な亜鉄が肺に入り形成される「フェリチン」というタンパク質が、大気中などにある放射性物質ラジウムを集めて蓄積させ強力な内部被曝が起きる事が原因と解明した、とする研究がある。
長期の炎症反応は、癌化を促す2つの効果、すなわち (1) 細胞増殖の活性化と、(2) TNF-α、NF-κBを介した抗アポトーシス作用を引き起こす。癌化誘導において、(1) と (2) は癌の持つ槍と盾のようなものであるといえる。(1) で細胞増殖が活性化されると、DNA複製が通常より活発になる。その結果、DNA複製の際にエラーが起こりやすくなったり、外部因子に影響されやすくなって変異を導入してしまう。通常、このようなDNAの突然変異はp53タンパク質などの働きによって修復されるが、(2) の作用によってp53の作用が打ち消された結果、正常なDNA修復が行われなくなり、発癌が誘導されるのである。

## 評価方法
発癌性の試験法としては普通、マウスやラットなどのげっ歯類（または必要に応じてその他の哺乳類）に検体を連続投与して各臓器の癌の有無を検索する試験（長期発癌性試験）が行われている。これには1年以上の長期間を要するため、より短期間で結果の出る方法として「中期発癌性試験」も用いられている。これは3～4ヶ月程度の連続投与後、過形成などの前癌病変を検索する方法である。そのほか、培養細胞を用いた代替法として「形質転換試験」などが研究されている。

### 試験方法
OECD 試験番号 451: 発がん性試験

## 発癌性リスクの分類
国際がん研究機関 (IARC) は、世界保健機関 (WHO) の下部機関で、ヒトの疫学調査あるいは生物学的知見および動物実験結果に基づいて、純物質、混合物、生活環境の発癌性リスクを評価し、定期的に核物質について勧告を公表。IARCの発癌性リスクのグループ分類（2006年1月に改訂）を次に示す。
- グループ1：作因 (Agent) は、ヒトに対して発癌性である（ヒトでの十分な証拠）
- グループ2A：作因は、ヒトに対して恐らく (probably) 発癌性である（ヒトでの限られた証拠、実験動物での十分な証拠）
- グループ2B：作因は、ヒトに対して発癌性であるかも (possibly) 知れない（ヒトでの限られた証拠、実験動物での十分より少ない証拠）
- グループ3：作因は、ヒトに対する発癌性については分類できない（ヒトでの不適切な証拠、実験動物での限られた証拠）
- グループ4：作因は、ヒトに対して恐らく (probably) 発癌性でない（ヒトと実験動物での発癌性の欠如を示唆する証拠）

この評価は、発癌性の確実さの指標であり、発癌性の強さの指標ではない。また、すべての物質や環境が網羅されているわけではなく、科学的評価が固まったものについて、その評価を発表している。

## 発癌性を評価するその他の組織
- 日本産業衛生学会
- アメリカ合衆国環境保護庁（EPA発癌性評価）
- アメリカ産業衛生専門家会議（英語版、イタリア語版）
- 米国国家毒性プログラム
- 欧州連合